# Quanta Plus
Quanta Plus is een vrije html-bewerker voor de KDE- en TDE-werkomgevingen. Deze bewerker kan zowel ontwerpen via wysiwyg als via het coderen in html zelf. Tot en met ongeveer 2010 werd de bewerker uitgebracht als onderdeel van KDE. Ergens rond die tijd is de ontwikkeling stopgezet, waarna TDE de ontwikkeling overnam.

## Kenmerken
- Maakt gebruik van KIO-slaves voor ondersteuning van ftp, ssh en andere protocollen;
- Heeft een broncode- en wysiwyg-modus (in Quanta VPL - Visual Page Layout - genoemd), enigszins gelijkaardig aan Dreamweaver.